# Emelda Piata Zessi
Emelda Piata Zessi, född 8 april 1997, är en volleybollspelare (center). Hon spelar med Kameruns landslag. Hon var med i truppen vid OS 2016, men spelade inte. Hon deltog med dem vid VM 2018 och 2022. Med dem har hon också vunnit afrikanska mästerskapet tre gånger (2017, 2019 och 2021). På klubbnivå har hon spelat för Bafia Evolution i Kamerun, Volley-Ball Nantes i Frankrike och Jaraco LVL Genk i Belgien.